# Metapenaeopsis commensalis
Metapenaeopsis commensalis is een tienpotigensoort uit de familie van de Penaeidae. De wetenschappelijke naam van de soort is voor het eerst geldig gepubliceerd in 1899 door Borradaile.